# Château de la Plesnoye
Le château de la Plesnoye est un château situé à Englancourt, en France.

## Localisation
Le château est situé sur la commune d'Englancourt, dans le département de l'Aisne.

## Historique
Topologie

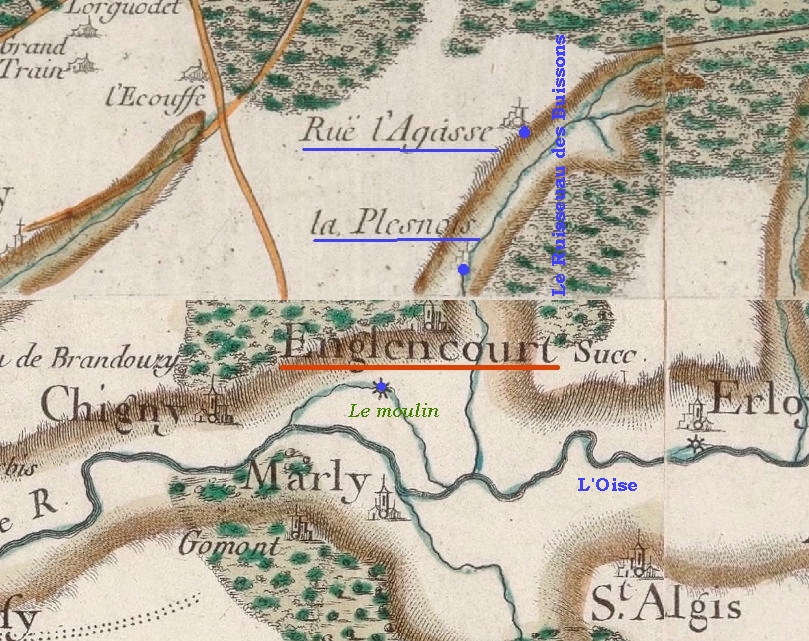
Carte de Cassini sur laquelle sont représentés le hameau et le château de La Plesnoie (vers 1750).

Le fief et le château sont mentionnés pour la première fois sous l'appellation de Planeia en 1223 dans un cartulaire de l'Abbaye de Foigny ; l'orthographe variera ensuite en fonction des différents transcripteurs " Planoie, Fief de la Plennoie, Plenois, Plennois, Lapplennoye, La Plenoy" , " La Plesnois" sur la carte de Cassini vers 1750 puis l'orthographe actuelle "La Plesnoye".

Le château fut incendié par les Espagnols en 1650 .

Le Château de la Plesnoye est inscrit partiellement au titre des monuments historiques en 1985.